# William Thurston
William Paul Thurston (30 tháng 10 năm 1946 – 21 tháng 8 năm 2012) là một nhà toán học người Mỹ. Ông là người tiên phong trong lĩnh vực tô pô với số chiều thấp. Năm 1982, ông được trao tặng Huy chương Fields vì những đóng góp của mình trong việc nghiên cứu về đa tạp đại số 3 chiều. Từ năm 2003 cho đến khi qua đời, ông là giáo sư toán học và khoa học máy tính tại Đại học Cornell.

## Học vấn và sự nghiệp
Thurston sinh ra ở Washington, DC, có mẹ là một người nội trợ và cha là một kỹ sư hàng không. Ông nhận bằng cử nhân tại New College (nay là New College of Florida) vào năm 1967. Trong luận án đại học của mình, ông đã phát triển một nền tảng trực giác về tô pô học. Sau đó, ông lấy bằng tiến sĩ toán học tại Đại học California, Berkeley vào năm 1972 dưới sự hướng dẫn của Morris Hirsch với tiêu đề luận văn là Foliations of Three-Manifolds which are Circle Bundles.
Sau khi hoàn thành bằng Tiến sĩ, ông trải qua một năm tại Viện Nghiên cứu Cao cấp, sau đó một năm nữa làm giáo sư trợ lý tại MIT. Năm 1974, ông được bổ nhiệm làm Giáo sư Toán học thực thụ tại Đại học Princeton. Ông và người vợ đầu tiên, Rachel Findley, có ba người con: Dylan, Nathaniel và Emily. Thurston sau đó tái hôn, và năm 2003, ông và gia đình chuyển đến Ithaca, New York, nơi ông trở thành Giáo sư thực thụ tại Đại học Cornell.
Các nghiên cứu sinh của ông gồm có: Danny Calegari, Richard Canary, David Gabai, William Goldman, Benson Farb, Richard Kenyon, Steven Kerckhoff, Yair Minsky, Igor Rivin, Oded Schramm, Richard Schwartz, William Floyd và Jeffrey Weeks. Con trai ông Dylan Thurston cũng là giáo sư toán học tại Đại học Indiana.
Trong những năm sau đó, Thurston đã mở rộng sự chú ý của mình về lĩnh vực giáo dục toán học và phổ biến toán học đến với công chúng. Ông đã từng là biên tập viên toán học cho Quantum Magazine, một tạp chí khoa học dành cho thanh thiếu niên, và là một trong những người sáng lập Trung tâm Hình học. Là giám đốc của Viện Nghiên cứu Khoa học Toán học (MSRI) từ năm 1992 đến năm 1997, ông đã khởi xướng một số chương trình được thiết kế để nâng cao nhận thức về toán học cho công chúng.
Năm 2005, Thurston đã giành được Giải thưởng Sách AMS cho cuốn Three-dimensional Geometry and Topology.
Năm 2012, Thurston được AMS trao Giải thưởng Leroy P. Steele cho những đóng góp to lớn trong nghiên cứu. Trích dẫn mô tả các công trình của ông đã "cách mạng hóa lý thuyết đa tạp đại số 3 chiều".
Ông qua đời vào ngày 21 tháng 8 năm 2012 tại Rochester, New York, do một khối u ác tính niêm mạc xoang được chẩn đoán vào năm 2011.